# Прикордонні сторожеві катери проєкту 12200
Прикордонні катера проєкту 12200 «Соболь» — серія сторожових кораблів, збудованих для Берегової охорони Прикордонної служби ФСБ Російської федерації. Катер призначений для перехоплення швидкісних цілей, охорони територіальних вод, забезпечення збереження природних ресурсів, охорони прибережних комунікацій, суден, штучних споруд. З метою уніфікації, катери даного проєкту в перспективі замінять катери інших проєктів аналогічного класу, які перебувають на озброєнні берегової охорони.

## Історія розробки та виробництва
Патрульний катер проєкту 12200 «Соболь» розроблений в Санкт-Петербурзькому Центральному морському конструкторському бюро «Алмаз».
Головний патрульний катер проєкту 12200 (заводський № 200) був побудований в 2006 році на СФ «Алмаз» (Санкт-Петербург) і переданий на рік в дослідну експлуатацію Береговій охороні Росії. За результатами його випробувань було прийнято рішення про запуск «Соболя» в серію з 30 одиниць.
У 2008 році був побудований перший серійний катер даного проєкту (заводський № 201).
Протягом 2009 року побудовано шість одиниць: заводські № 202—207.
У 2010 році були спущені на воду два катери проєкту: заводські № 208 і 209. У цьому ж році було закладено ще п'ять катерів: три на СФ «Алмаз» — № 210—212 і два на «Східної верфі», Владивосток.
Два катери були продані Туркменістану на Каспійське море.
В кінці 2014 року, прикордонне управління ФСБ Росії по Республіці Крим в Балаклаві, отримало катер проєкту 12200 «Соболь» під номером 217.
У 2016 році два катери були передані Сахалінського управління прикордонної охорони, ще два будуть доставлений в липні 2017 року.

## Конструкція

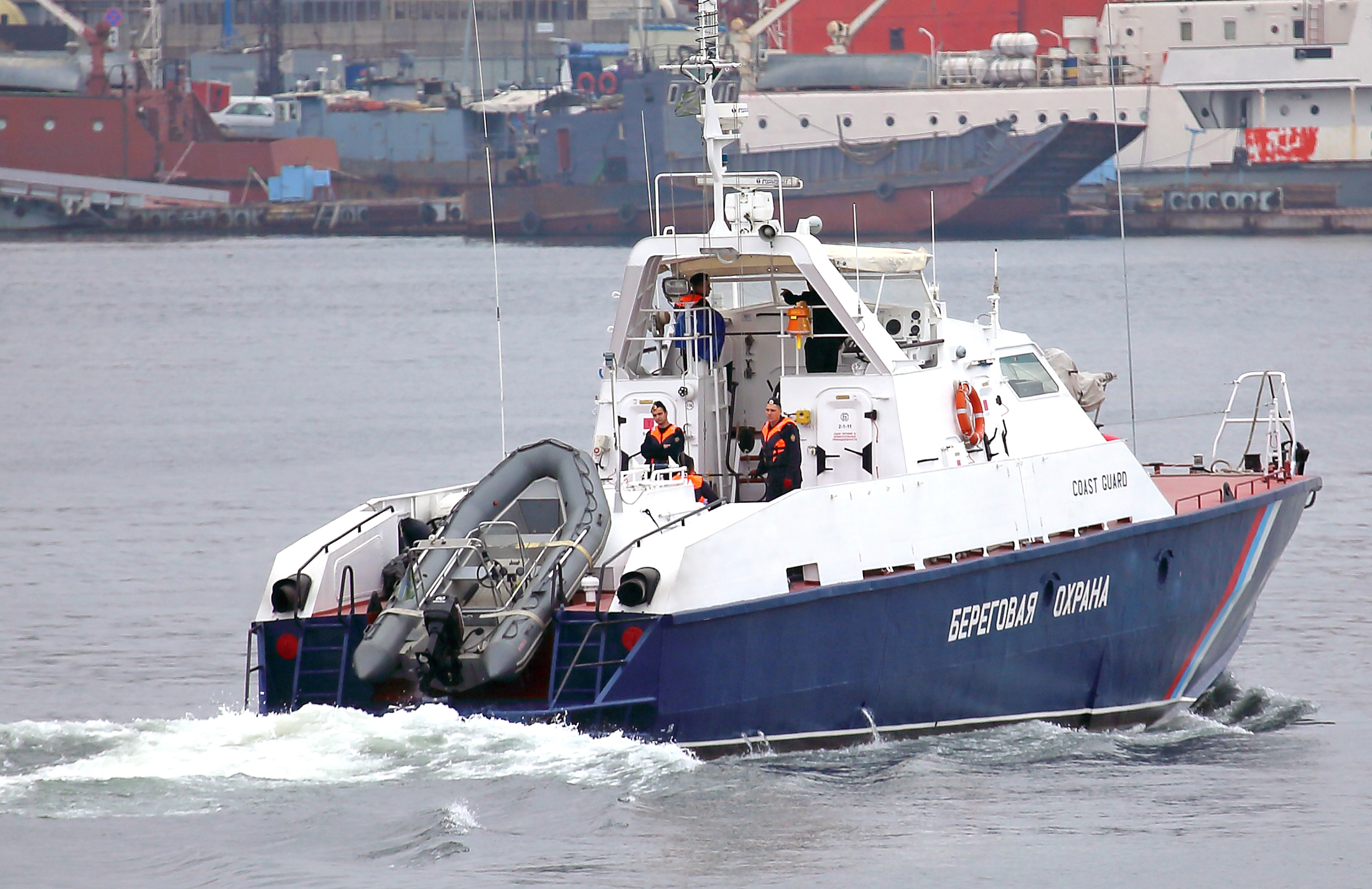
Катер берегової охорони в бухті Золотой Рог

Корпус та надбудова катера виконані з високоміцного алюмінієвого сплаву. Для поліпшення ходових якостей і підвищення швидкості катер має носові та кормові автоматично керовані інтерцептори.
Головні двигуни — два дизель-редукторних агрегати Deutz TBD616V16 (1250—1360 кВт). Два приводи Арнесон ASD14. Допоміжна енергетична установка — 2 AC Deutz (220 В / 50 Гц, 2 x 30 кВт). Акумулятор 12/24 В. Система кондиціювання повітря в житлових приміщеннях і ходовій рубці.